# Makalu
Der Makalu (Nepali मकालु Makālu, in China amtlich Makaru Shan, chinesisch 马卡鲁山, Pinyin Mǎkǎlǔ Shān) ist mit einer Höhe von 8485 m der fünfthöchste Berg der Welt.
Er liegt östlich des Mount Everest an der Grenze zwischen Nepal und dem Autonomen Gebiet Tibet im Mahalangur Himal. Seine nepalesische Seite gehört zum Makalu-Barun-Nationalpark. Die Erstbesteigung gelang 1955 Lionel Terray und Jean Couzy als erster Seilschaft einer neunköpfigen französischen Expedition.

## Besteigungsgeschichte
Im Jahr 1954 versuchte eine US-amerikanische Expedition erstmals die Besteigung des Makalu. Auf dem Südostgrat wurde das höchste Lager (V) auf 7000 m errichtet. Am 2. Juni erreichten William Long und Willi Unsoeld mit etwa 7070 Meter die maximale Höhe dieser Expedition, bevor sie wegen starken Schneefalls absteigen mussten.
Die Erstbesteigung erfolgte 1955 durch eine neunköpfige französische Expedition unter Leitung von Jean Franco, bei der es – erstmals bei einem Achttausender – allen Expeditionsteilnehmern gelang, den Gipfel zu erreichen. Als Erstbesteiger werden aber meist nur die Bergsteiger Lionel Terray und Jean Couzy gezählt, die am 15. Mai den höchsten Punkt erreichten. Einen Tag später standen Jean Franco, Guido Magnone und der Sherpa Gyalzen Norbu auf dem Gipfel, der am 17. auch von Jean Bouvier, Serge Coupé, Pierre Leroux und André Vialatte erreicht wurde. Der Weg führte von Norden über Makalu La und Nordwestgrat auf den Gipfel und wird heute als „Franzosenroute“ bezeichnet.
Im Jahr 1970 versuchte eine japanische Expedition die schwierige Südostgrat-Route. Am 23. Mai erreichten Hajime Tanaka und Yuichi Ozaki den Gipfel und vollendeten damit die Erstbegehung des Südostgrats. Im Aufstieg hatten sie auch den Makalu-Südost (7860 m) erstbestiegen.
1975 wurde der Makalu durch Marjan Manfreda erstmals ohne zusätzlichen Sauerstoff bestiegen.
Lange Jahre war der Makalu der einzige Achttausender in Nepal, der nicht im Winter bestiegen wurde. Viele namhafte Bergsteiger wie Renato Casarotto, Jean-Christophe Lafaille, der seit seinem Versuch im Winter 2005/2006 verschollen ist, und auch Nives Meroi scheiterten. Erst am 9. Februar 2009 erreichten Simone Moro und Denis Urubko als erste den höchsten Punkt des Makalu im Winter.
Lhakpa Tenji Sherpa wurde am 7. Mai 2024 im Camp 3rd von Makalu tot aufgefunden, als er auf dem Weg zum Gipfel war.

## Gipfel des Makalu
| Gipfel                   | Gipfelhöhe | Prominenz | Koordinaten                     |
| Makalu                   | 8485 m     | 2378 m    | 27° 53′ 22″ N, 87° 5′ 19″ O     |
| Makalu Südostgipfel      | 7860 m     | 140 m     | 27° 52′ 44,8″ N, 87° 5′ 49,8″ O |
| Kangchungtse (Makalu II) | 7678 m     | 251 m     | 27° 54′ 54″ N, 87° 4′ 43″ O     |

Der Chomo Lönzo (7818 m) wird ebenfalls zum Massiv des Makalu gezählt. Er liegt etwa vier Kilometer nordnordöstlich des Hauptgipfels und ist von ihm durch einen etwa 7200 m hohen Sattel getrennt. Mit einer Schartenhöhe von 590 m gilt er als eigenständiger Berg.